# Pueblo de Barro
Pueblo de Barro é uma localidade uruguaia do departamento de Tacuarembó, na zona nordeste do departamento, banhada pelo Arroyo Yaguarí. Está situada a 68 km da cidade de Tacuarembó, capital do departamento.

## Toponímia
O nome da localidade em primeiro momento foi "Rincón de los Matos", em homenagem a família dos fundadores. Porém, pelas casas da região serem feitas de adobe (ou por ser um pântano alagadiço em tempos chuvosos) a localidade ficou conhecida pelo nome atual.

## População
Segundo o censo de 2011 a localidade contava com uma população de 98 habitantes.
| Variação demográfica do município entre 2004 e 2011 |
|                                                     |

## Geografia
Pueblo de Barro se situa próxima das seguintes localidades: ao norte, Ansina, a sudoeste, Montevideo Chico, ao sul, Punta de Carretera e ao nordeste, Puntas de Cinco Sauces.

## Autoridades
A localidade é subordinada diretamente ao departamento de Tacuarembó, não sendo parte de nenhum município tacuaremboense.

## Transporte
A localidade possui a seguinte rodovia:
- Ruta 26, que liga o município de Río Branco (Departamento de Cerro Largo) - Ponte Internacional Barão de Mauá / Jaguarão (Rio Grande do Sul) e a (BR-116 - à cidade de Lorenzo Geyres (Departamento de Paysandú).[7][8][9]